# Sole (artiste)
Pour les articles homonymes, voir Holland et Sole (homonymie).
Sole, de son vrai nom Tim Holland, né le 25 septembre 1977 à Portland, dans le Maine, est un rappeur et producteur américain. Il est l’un des cofondateurs du collectif et label indépendant underground anticon.. Il est également un ancien membre des groupes Northern Exposure, Live Poets, Deep Puddle Dynamics, So-Called Artists, Da Babylonianz, Sole and the Skyrider Band et Waco Boyz.

## Biographie
Sole grandit à Portland dans le Maine. Il enregistre sa première démo en 1992. À 15 ans, il fonde 45 Below Records, qui inclut les rappeurs Alias, JD Walker, et le producteur DJ Moodswing9 (plus tard Cuz the Highlander). Sole et Moodswing9 publient l'album Mad Skillz and Unpaid Billz sous le nom de Northern Exposure, vendus à 300 exemplaires. En 1997, Sole publie un vinyle sous le nom de Live Poets avec JD Walker et Moodswing9. Au début de 1998, Sole et le rappeur Pedestrian lancent le label anticon. La même année, Sole traverse Minneapolis avec Alias et Doseone. Ils enregistrent l'album The Taste of Rain... Why Kneel? sous le nom de Deep Puddle Dynamics avec Slug d'Atmosphere. Sole et Pedestrian emménagent les locaux d'anticon. à Oakland en Californie.
En 2000, Sole publie son premier album solo, Bottle of Humans sur anticon. Sous le nom de So-Called Artists, il publie Paint by Number Songs avec Alias et DJ Mayonnaise en 2001. Le deuxième album de Sole, Selling Live Water, est publié en 2003, et bien accueilli par la presse spécialisée ; Pitchfork lui attribue une note de 7,3 sur 10, et Metacritic une moyenne générale de 77 %. Plus tard la même année, il emménage à Barcelone. Deux ans plus tard, il publie son troisième album Live from Rome en 2005. Il revient peu après aux États-Unis, à Flagstaff, en Arizona.
À partir de 2007, il publie également certains de ses albums sous le nom de Mansbestfriend. En 2007, Sole publie Sole and the Skyrider Band sous le nom Sole and the Skyrider Band. Leur second album, Plastique, est publié en 2009. En 2010, Sole quitte anticon., souhaitant continuer une carrière seul. Sole and the Skyrider Band publient par la suite leur troisième album Hello Cruel World en 2011.
Sole réside actuellement à Denver, dans le Colorado. Il est marié à Yasamin Holland, qui est occasionnellement citée dans ses paroles. En 2012, Sole participe au mouvement politique Occupy Wall Street.

## Discographie

### Albums studio
- 1994 : Madd Skills and Unpaid Bills
- 1996 : What's It All About
- 1999 : The Taste of Rain... Why Kneel?
- 2000 : Bottle of Humans
- 2001 : Paint by Number Songs
- 2001 : Red Dawn : A Baybridge Epic
- 2002 : Man's Best Friend Vol. 1
- 2003 : Selling Live Water
- 2003 : Man's Best Friend Vol. 2 : No Thanks
- 2005 : Live from Rome
- 2005 : Man's Best Friend Vol. 3 : My Own Worst Enemy
- 2007 : Man's Best Friend Vol. 4 : Poly.Sci.187
- 2007 : Sole and the Skyrider Band
- 2008 : Desert Eagle
- 2009 : Plastique
- 2011 : Man's Best Friend Vol. 5
- 2011 : Hello Cruel World
- 2012 : A Ruthless Criticism of Everything Existing
- 2013 : No Wising Up No Settling Down
- 2013 : No More Dystopias
- 2013 : Crimes Against Totality

### EPs
- 1998 : Music Without a Face
- 2002 : We Ain't Fessin' (Double Quotes)
- 2007 : Exhile
- 2009 : Battlefields
- 2011 : Man's Best Friend Vol. 6 : Radioactive Rain
- 2011 : The Challenger EP
- 2012 : Yung Planetz EP
- 2012 : Songs That Went Void
- 2014 : Mother Fuck Google